# Ataque de tiburón

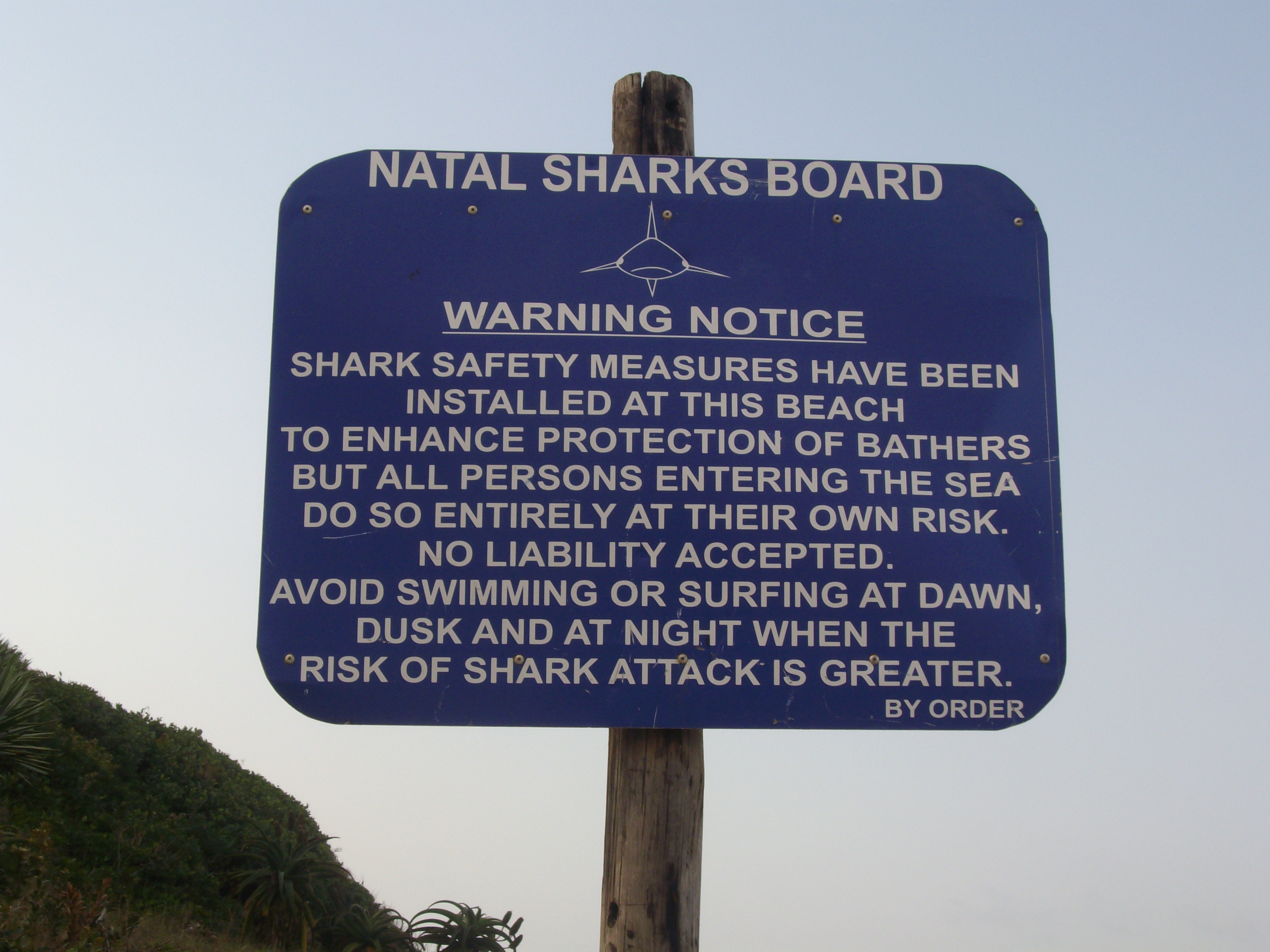
Cartel alertando de la presencia de tiburones en Salt Rock, Sudáfrica.

Un ataque de tiburón es una agresión sobre un ser humano producida por un tiburón. Cada año, un determinado número de personas son atacadas por tiburones, aunque estos ataques no suelen ser mortales.
El tiburón es una especie depredadora, especialmente nocturna, cuya actividad se incrementa en las noches sin luna, ya que, aunque se adapta perfectamente a diferentes niveles de luz, se mueve por impulsos electromagnéticos, a través de las ampollas de Lorenzini. Sin embargo, no hay que ignorar su orientación a través del olfato y la vista. Aunque la vista y el oído son los sentidos más despreciados en los tiburones, éstos dan información al cerebro sobre su velocidad y su dinamismo.
A partir de estos datos se producen comentarios sobre su comportamiento hostil. De todos modos, el tiburón, especialmente el tiburón blanco, ha tenido suficientes casos para convertirse en grandes animales peligrosos y a convertirlo en un enemigo que es muy fácil de matar.
A pesar de la relativa poca frecuencia de este tipo de ataques, el miedo a los escualos es un fenómeno bastante extendido, en parte gracias a la histeria colectiva que suele acompañar a este tipo de sucesos y a la existencia de exitosas películas de ficción como Tiburón. Muchos expertos en este tipo de predadores consideran que el peligro que éstos representan ha sido magnificado. A su vez, Peter Benchley, escritor de la novela Jaws, en la cual se basaba la popular película de Steven Spielberg, intentó disipar el mito de los tiburones como devoradores de animales en sus últimos años de vida.

## Estadísticas
En el año 2000, en el que se reportaron 79 ataques alrededor del mundo, once de ellos mortales. En 2005 y 2006 el número de víctimas disminuyó a 61 y 62 respectivamente, mientras el número de fallecimientos continuó decreciendo hasta situarse en cuatro víctimas mortales por año. La mayoría de estos casos tuvieron lugar en Estados Unidos (53 en 2000, 40 en 2005 y 39 en 2006). El periódico The New York Times informó en julio de 2008 que el año anterior tan solo había muerto una persona por esta causa.
Según un informe de International Shark Attack File (ISAF), Estados Unidos ha sido el país que ha sufrido el mayor número de ataques. En el resto del mundo, Australia y Sudáfrica han sido los países más damnificados. A fecha de 2009, el ISAF había registrado un total de 2.251 ataques en todo el planeta desde el año 1958, de los cuales 464 resultaron mortales. El lugar que ha registrado un mayor número de agresiones ha sido New Smyrna Beach, Florida.
El museo de historia natural de Florida compara estas estadísticas con tasas de mortalidad más altas como las producidas por otros fenómenos menos temidos como pueden ser los relámpagos. Se estima que la probabilidad de que una persona sea atacada por un tiburón es de una entre 11,5 millones, y que la probabilidad de que una persona muera como consecuencia de éste es de una entre 264,5 millones.

## Ataque de tiburones a humanos

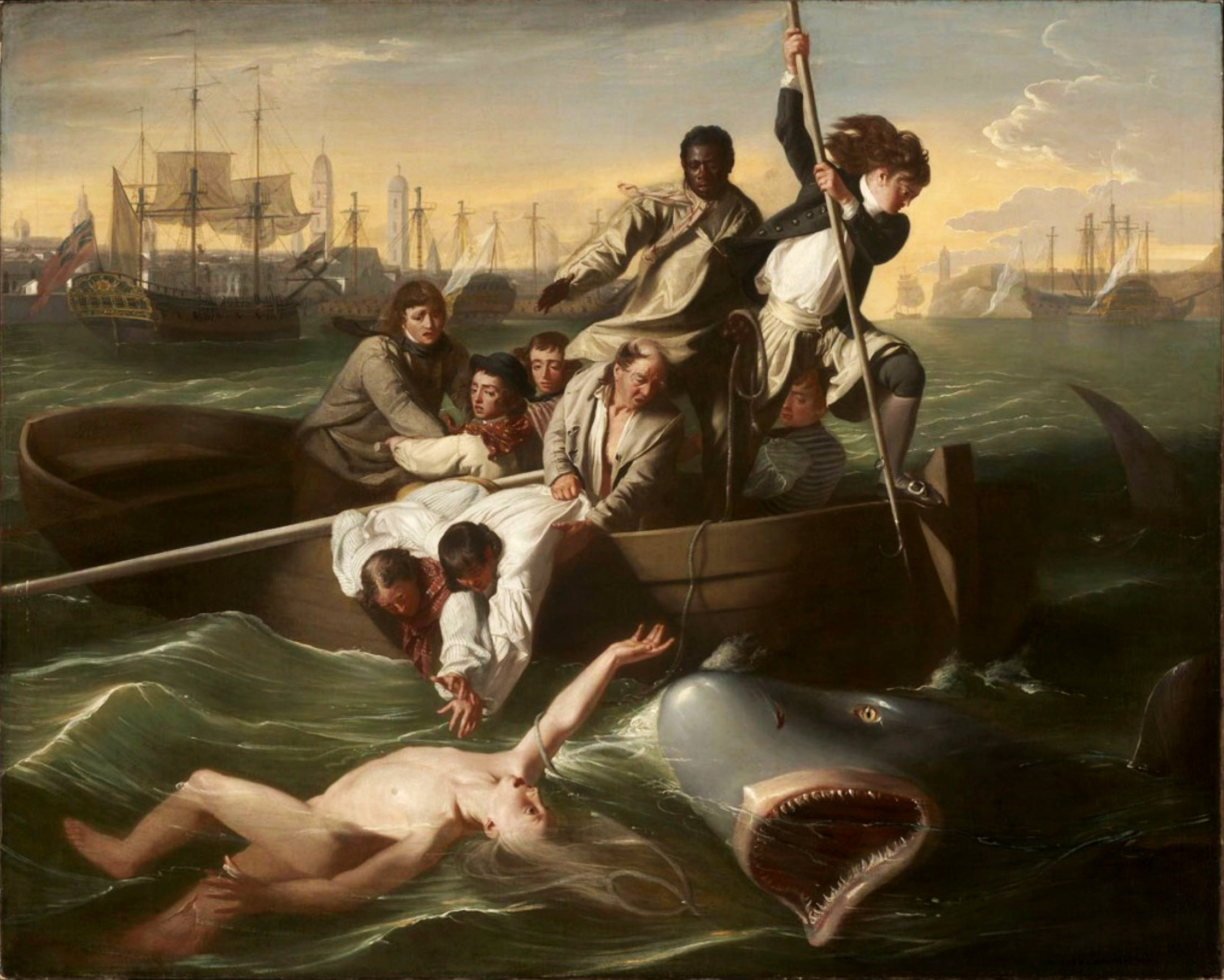
Watson and the Shark, obra de John Singleton Copley.

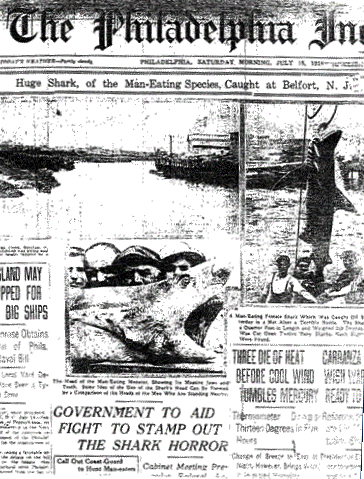
Artículo del The Philadelphia Inquirer en donde se reporta la captura de un «devorador de hombres» en las costas de Nueva Jersey después de los ataques.

Los ataques de tiburones a humanos están documentados desde hace siglos mediante ilustraciones u obras pictóricas. Así han llegado grabados como el que detalla un ataque no documentado de escualos a un bote en el mar Adriático en 1900.
En 1906, la portada del suplemento Le Petit Parisien documenta la odisea de un grupo de náufragos asediados por tiburones. En el cuadro de Winslow Homer Gulf Stream se puede observar un grupo de tiburones, atacando una pequeña embarcación. La más famosa de estas obras es la de John Singleton Copley, en la que se narra un suceso ocurrido en el puerto de La Habana en 1749, donde Brook Watson fue atacado por un tiburón blanco, a consecuencia de lo cual perdió una pierna.
El 26 de febrero de 1852, la fragata británica Birkenhead naufragó provocando que sus casi setecientos pasajeros se precipitaran a las aguas, donde poco después aparecerían tiburones. Un suceso similar ocurrió en la Segunda Guerra Mundial: el hundimiento del buque USS Indianapolis (CA-35) por parte de un submarino japonés, que provocó que más de ochocientos hombres cayeran al agua y fueran diezmados sistemáticamente por los tiburones.
Los ataques de tiburones tras episodios de naufragio han sido constantes a partir del siglo XIX. En noviembre de 1918, el Una se hundió en el mar Caribe, salvándose apenas menos de la mitad de los setenta y cinco náufragos. El 18 de noviembre de 1942 se hundió el Nueva Scotia en el Océano Índico, donde más de la mitad de las ochenta víctimas perecieron a causa de los ataques de tiburones. En 1950, un vuelo entre Puerto Rico y Miami cayó en el mar cerca de Florida. Según los equipos de rescate, el agua se tiñó de rojo y estaba llena de diferentes especies de escualos, que dejaron ocho supervivientes de los ciento setenta y ocho que sobrevivieron al accidente. En diciembre de 1987, el ferry MV Doña Paz naufragó en el mar de la China Meridional, con más de tres mil personas a bordo, de las cuales veinticinco sobrevivieron, encontrándose los días posteriores multitud de cuerpos mutilados.
El más famoso de todos estos hechos fue la serie de muertes ocurridas en Nueva Jersey durante el verano de 1916.

### Ataques de tiburones que influyeron en filmes y obras
Hay otros ataques que han influido a responsables de filmes u obras, como es a Peter Benchley y su novela Tiburón:
- En 1930, en Middle Brighton, Australia, Norman Clarke, de 19 años de edad, desapareció mientras se bañaba. De pronto reapareció, asida su pierna entre las fauces de un tiburón, hasta que acabó por hundirse con el pez.

- En 1937, Iona Asai, un pescador de perlas, sobrevivió al ataque de un escualo que intentó seccionarle la cabeza, provocándole graves cortes en la yugular.

- El 27 de octubre de 1937, en Coolangatta, New South Wales, Australia; Norma Girvan, Jack Brinkley y Gordon Doniger fueron atacados por tiburones tigre. Al día siguiente, una hembra de esta raza de más de 3,5 metros de longitud fue capturada y en su estómago se encontraron restos humanos sin digerir.

- En enero de 1942, en Sídney, Zita Steadman fue seccionada en dos por un tiburón, a la vista de su compañero de baño Burns. En la misma zona pero en diciembre, Denis Burch fue seccionada a la altura de las piernas.

- En noviembre de 1947, en Maria River, Australia, tres hermanos fueron atacados, y uno de ellos de doce años de edad fue herido fatalmente por las mordeduras del tiburón.

- En 1956, en Port Philip, Australia, el surfista John Wishart fue objeto a la vista de sus compañeros de repetidos ataques de un gran tiburón, hasta que acabó desapareciendo en las aguas.

- En 1961, el campeón de buceo australiano Rodney Fox, fue atacado por un tiburón blanco, dejando al descubierto su estómago, pulmones y costillas aunque sobrevivió.

- El 28 de enero de 1963, cerca de Sídney, un tiburón atacó a la actriz Marcia Hathaway en tan solo setenta y seis centímetros de profundidad, provocándole la muerte. Fue el último ataque mortal registrado de un escualo contra un humano en la bahía de Sídney.

- En noviembre de 1964, el buceador Henri Bource sufrió el ataque de un tiburón blanco en la costa de Australia, perdiendo una pierna.

- En febrero de 1966, Raymond Short, de trece años de edad, fue atacado por un tiburón blanco en Coledale, Sídney. El pez se negaba a soltar a la víctima pese a que fue arrastrado a la orilla. El suceso le provocó gravísimas heridas en las piernas, de las que se recuperó tras una intervención quirúrgica de más de doce horas.

- El 19 de agosto de 1967, Robert Bartle, campeón nacional de pesca submarina de Australia, se encontraba entrenando en Julian Bay con su compañero Warner. Delante de éste, un tiburón blanco seccionó en dos a Bartle, y a pesar de los intentos de Warner, que consiguió disparar al animal, logró escapar.

- En 1974 en Australia, el cazador submarino Terry Maunuel fue seccionado por la mitad por un tiburón. John Talbert fue testigo de los hechos y rescató la parte superior del cuerpo.

- Entre 1974 y 1975, en la zona de Amanzimtoti, en Durban, Sudáfrica, ocurrieron cuatro graves incidentes sucesivamente que dieron fama a la zona como la más peligrosa del mundo respecto a los ataques de tiburones.

De todas las especies, el tiburón blanco es la gran estrella, popularizado negativamente tanto por la novela de Tiburón como sobre todo por la película, además de cientos de documentales encabezados por Jacques Cousteau como los de National Geographic o el mítico largometraje Agua azul, muerte blanca (1971), de Peter Gimbel.

### Ataques fatales notables desde 1985
- Shirley Ann Durdin — El 4 de marzo de 1985, mientras buceaba en Peake Bay, Australia Meridional, la joven mujer fue atacada por un tiburón blanco de 6 metros que desgarró su cuerpo en dos, comiendo la mitad inferior y la cabeza de la víctima; mientras se intentaban rescatar sus restos el tiburón regresó y engulló el torso, siendo uno de los muy raros casos en que la víctima es completamente consumida por el escualo.[7]
- Nick Peterson — Devorado por dos grandes tiburones blancos el 16 de diciembre de 2004 en Australia Meridional[8][9][10]
- Lloyd Skinner — Devorado por un gran tiburón blanco el 12 de enero de 2010 en Fish Hoek, Provincia Occidental del Cabo, Sudáfrica; El tiburón fue descrito como "tan grande como un dinosaurio"[11]
- Sam Kellett — Devorado por un gran tiburón blanco en 2014 en Australia Meridional;[12][13] después de su muerte, su familia dijo que se habría opuesto a la matanza de tiburones de Australia Occidental si hubiera vivido.[14]
- Sarah Roperth — Una adolescente francesa de visita en Isla Reunión, en la costa de Madagascar, fue atacada y muerta por un tiburón el 15 de julio de 2013. De acuerdo a los testigos una mordida del escualo "cortó el cuerpo en dos" a la altura del torso y devoró la parte superior.[15]
- Eric Birighitti — Futbolista de 21 años, de los Hasting Broncos de Nueva York, fue devorado por tres grandes tiburones blancos en enero de 2020, cuando se encontraba de vacaciones con sus amigos en la playa de Twilight Beach, Australia. El futbolista resbaló y cayó al mar, y seguidamente fue atacado por los escualos.[16]

## Razones, circunstancias y conclusiones
Los tiburones han atacado y atacan al hombre, otro tema es saber las razones y circunstancias de dichos sucesos para poder evitarlos y delimitar su dimensión. El mejor análisis de estos ataques los ha realizado el doctor H. David Baldridge, que recopiló mil ciento sesenta y cinco sucesos gracias a la cooperación de científicos de todo el mundo en un encuentro celebrado en 1958 en Nueva Orleans. El más antiguo de todos estos testimonios data de 1580, y se sitúa durante un viaje desde Portugal a la India.
La mayoría de los casos se sitúan en los años cuarenta del siglo XX. Las conclusiones de los casos de Baldridge son las siguientes:
- Uno de los más numerosos grupos de riesgo es de los buceadores, con un 25% de casos, debido a la vulnerabilidad del ser humano en las aguas y la necesidad de la descompresión después de inmersiones profundas.
- Es un mito que los tiburones resulten más peligrosos en zonas profundas, ya que el 45% de los ataques se sitúan a menos de diez metros de profundidad.
- El 69% de los ataques se han producido en aguas tranquilas y situaciones climatológicas favorables, así como una mayoría de casos se da más propiamente en aguas cristalinas.
- Muchos ataques se han producido en bahías y canales donde la profundidad aumenta súbitamente. Igualmente calas, ríos, muelles o lugares próximos a puertos donde se concentran desperdicios de pesca o similares son zonas peligrosas, con un 18% de ataques.
- Aunque se desconoce la razón, los hombres sufren más ataques que las mujeres, quizá por su mayor movimiento en el agua.
- Las playas son los lugares donde se han producido el mayor número de ataques, sobre todo en zonas a 60 metros de la costa.
- No parece que haya relación entre los ataques de tiburones y la temperatura del agua. Los bañistas son más frecuentes cuando el agua está templada, lo que aumenta el riesgo.

Recientes investigaciones señalan que muchos de los ataques se producen a causa de un error de identificación por parte de los escualos, que confunden a buceadores, nadadores y surfistas con focas o leones marinos. El hecho de que muchos ataques consistan en una primera dentellada y cesen inmediatamente puede suponer que al escualo no le satisfaga el olor o sabor de la sangre humana.

## Especies de tiburones más responsables de ataques
De las 360 especies de tiburones, sólo siete de ellas atacan a los seres humanos más habitualmente:
| - Tiburón azul - Marrajo - Tiburón martillo | - Tiburón oceánico - Tiburón tigre | - Tiburón blanco - Tiburón toro |